# Imarakunte, Srinivaspur
Imarakunte là một làng thuộc tehsil Srinivaspur, huyện Kolar, bang Karnataka, Ấn Độ.